# Cryptocephalus labiatus
Cryptocephalus labiatus  (лат.) — вид листоедов (Chrysomelidae) из подсемейства скрытоглавов (Cryptocephalinae). Распространён в Европе, за исключением Средиземноморского региона.

## Вариетет
- Cryptocephalus labiatus var. ocularis Heyden, 1863